# Obrona fortu Zahorce

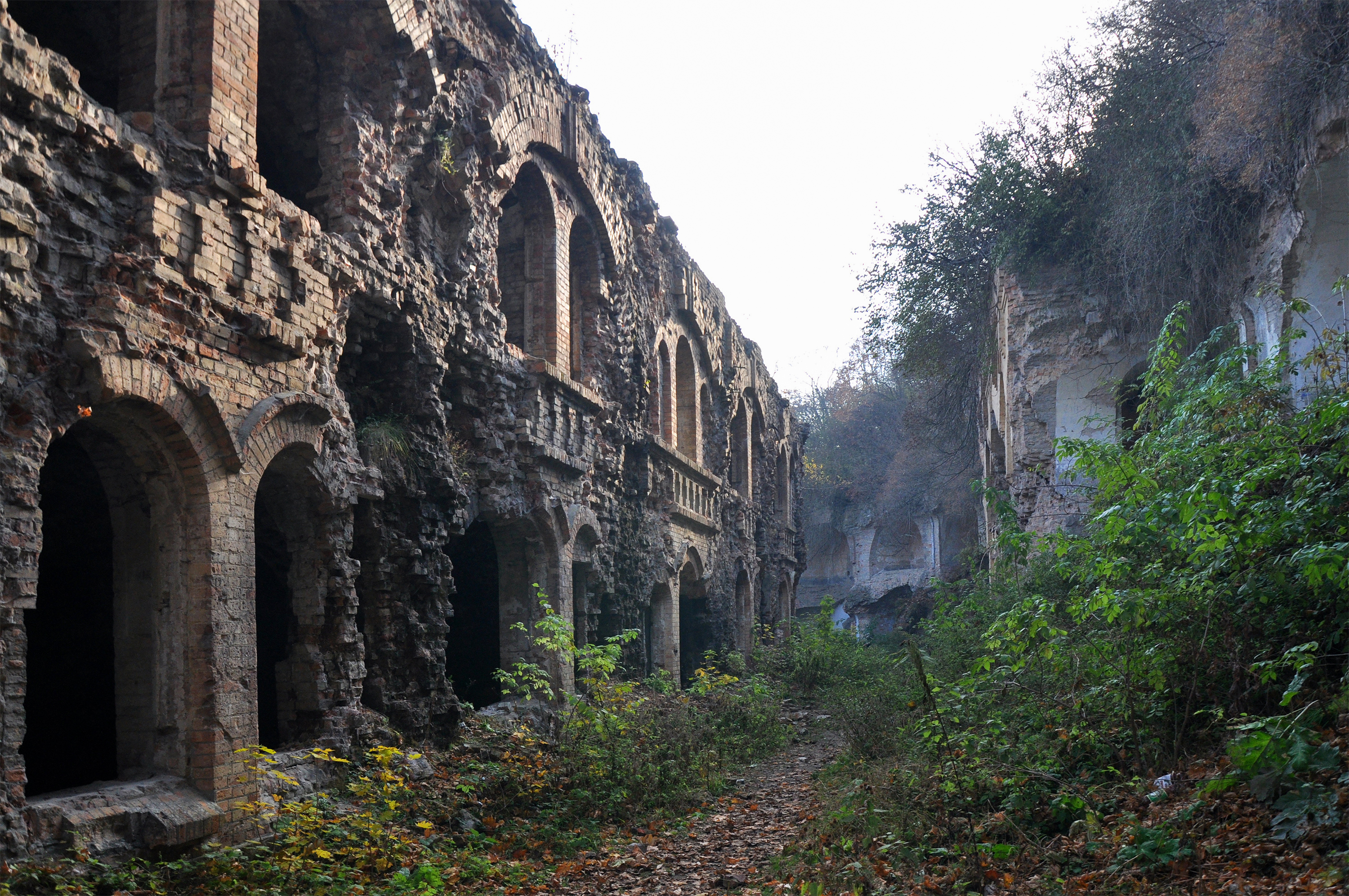
Fragmenty fortu (zdjęcie późniejsze)

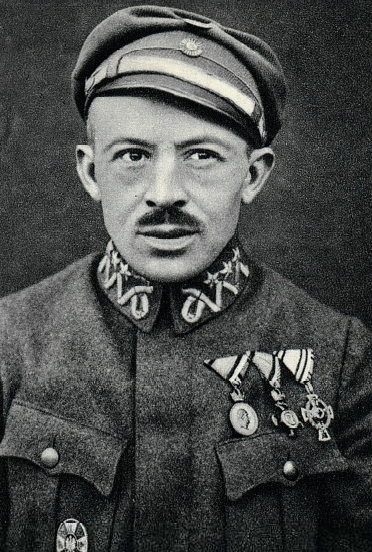
Dowódca fortu Wiktor Matczyński (zdjęcie wcześniejsze)

Obrona fortu Zahorce – walki oddziałów polskich z jednostkami 1 Armii Konnej Siemiona Budionnego w okresie wojny polsko-bolszewickiej.

## Formowanie i skład załogi fortu
W czerwcu 1920 roku 1 Armia Konna Budionnego przerwała front polski nad Słuczą. W tym czasie z oddziałów zapasowych, wartowniczych i szkolnych sformowano Grupę „Brody” płk. Aleksandra Sasa-Jasińskiego. Grupa liczyła około 3000 żołnierzy, na uzbrojeniu posiadała dwanaście dział, osiemnaście ciężkich karabinów maszynowych. Celem obsadzenia Fortu Zahorce, położonego 6 km na południowy zachód od Dubna, który stanowił część fortyfikacji tego miasta, grupa wydzieliła ze swojego składu jego załogę. Dowództwo nad oddziałem objął mjr Wiktor Matczyński, a w jego skład weszły: batalion zapasowy 50 pułku piechoty, kompania saperów, kompania wartownicza, szwadron 9 pułku strzelców granicznych, pluton żandarmerii polowej, pluton 6 pułku artylerii polowej. Było to w sumie około 950 słabo wyszkolonych i bez doświadczenia frontowego żołnierzy. Uzbrojenie zespołowe stanowiły dwa działa i pięć ckm.

## Walki o utrzymanie fortu
7 lipca 1920 roku pod Dubno dotarły oddziały wydzielone 1 Armii Konnej i bez walki zajęły miasto. Parlamentariusze zażądali kapitulacji fortu. Major Wiktor Matczyński odmówił poddania się. Spieszona kawaleria próbowała opanować fort szturmem, a odparta podciągnęła artylerię. Cztery działa ustawiono na wzgórzach pod Tarakanowem i kolejne dwa w pobliżu kolonii Aleksandrówka. Ostrzał fortu, przerywany atakami i wezwaniami do złożenia broni, trwał do 12 lipca. Walki obrońców wspierał pociąg pancerny, który dwukrotnie przedostał się do oblężonego fortu z dostawami żywności i amunicji. W czasie ostrzału ranny został mjr Matczyński, ale nie opuścił stanowiska i nadal dowodził.
Dopiero późnym wieczorem 12 lipca nawiązano łączność z oddziałami 18 Dywizji Piechoty gen. Franciszka Krajowskiego. Rankiem 18 DP uderzyła na Dubno. Idący na czele 49 pułk piechoty przerwał pierścień okrążenia i odblokował fort. Piechotę wspomagała 7 bateria 18 pap.
Następnie 49 pp opanował Tarakanów i wzgórza na zachód od Fortu Zahorce, który przestał być niepokojony przez bolszewicką artylerię.
Po zajęciu Dubna i Chorupania 18 Dywizja Piechoty otrzymała rozkaz przejścia do odwodu 6 Armii. Wykorzystał to przeciwnik, który sforsował Ikwę, ponownie opanował Dubno i obiegł fort. W rejonie fortu Budionny skoncentrował dwie brygady 11 Dywizji Kawalerii.
Sytuacja była jednak dynamiczna. Już 15 lipca na rozkaz dowódcy 6 Armii gen. Jana Romera 18 Dywizja Piechoty rozpoczęła przeciwnatarcie. 144 pułk piechoty z 4 i 6 bateriami 18 pułku artylerii polowej dotarł pod Zahorce i odrzucił przeciwnika ze wzgórz wokół miasta.
Nocą z 15 na 16 lipca pod fortem zgrupowały się główne siły 18 DP. Stąd wyszło drugie natarcie na Dubno. Zgrupowanie w sile: 144 pułk piechoty, dwa bataliony 145 pułku piechoty, 9 pułk strzelców granicznych i siedem baterii wyruszyło o 4.00 do ataku. W pierwszej fazie opanowano Tarakanów, ale dalszy marsz został zatrzymany silnym ogniem artylerii i broni maszynowej oraz kontratakiem dwóch pułków sowieckiej 11 Dywizji Kawalerii. Kontrataki kozaków wywołały panikę w szeregach 9 pułku strzelców granicznych i zmusiły Polaków do odwrotu na pozycje wyjściowe. Kontratak sowiecki został powstrzymany głównie dzięki II i III dywizjonowi 18 pułku artylerii lekkiej, który stanowiska ogniowe rozmieścił w Forcie Zahorce.
W tym czasie XXXVI Brygada Piechoty opanowała Chorupań. Wieczorem wyszło ponowne, tym razem koncentryczne, uderzenie na Dubno. O 21.00 opanowano miasto.
Nocą z 16 na 17 lipca doskonale znający teren przewodnicy z załogi Fortu Zahorce poprowadzili pododdziały 145 pułku piechoty z Dubna przez most na wschodni brzeg Ikwy. Celem działania pułku było zajęcie Surmicz i utworzenia przyczółka na wschodnim brzegu rzeki Ikwy. Wspólna akcja zakończyła się sukcesem.
18 i 19 lipca fort nie był atakowany przez bolszewików. Jako że 18 DP zaangażowała większość swoich sił w walce o Chorupań, gen. Krajowski zabrał z przyczółka 145 pp, zastępując go batalionem zapasowym 50 pułku piechoty z załogi fortu.
19 lipca 18 Dywizja Piechoty otrzymała rozkaz odwrotu do rejonu Werba – Białogródka. W Forcie Zahorce pozostawiono załogę w składzie: batalion zapasowy 50 pułku piechoty, 2/VIII kompania saperów i III/145 pułku piechoty. Przeznaczona pierwotnie do składu załogi bateria szkolna, w chaosie odwrotu, odeszła razem z kolumną XXXV Brygady Piechoty.
Po południu 20 lipca bolszewicy otoczyli fort i siedem baterii (w tym jedna ciężka) rozpoczęło regularny, pięciogodzinny ostrzał. Strzelano między innymi pociskami chemicznymi. Około 19.00 do ataku przeszły oddziały bolszewickiej 45 Dywizji Strzelców. Pierwszy atak odparto, ale następujący bezpośrednio po pierwszym, drugi atak złamał polską obronę i Sowieci wdarli się w głąb umocnień, gdzie rozgorzała walka wręcz.
Poległo około 120 żołnierzy III/145 pułku piechoty. Zginęli między innymi ppor. Frank, Wasileńko, Mańkowski, Bochenek i podchorąży Szyling. Stracono 6 km i cały tabor bojowy.
Kilkudziesięciu ludzi z mjr. Matczyńskim, ześlizgnęło się po stromych wschodnich stokach fortu ku torom kolejowym i dołączyło do 18 Dywizji Piechoty w Radziwiłłowie. Resztki załogi skapitulowały. Ponad siedemdziesięciu jeńców nocą z 20 na 21 lipca zbiegło z niewoli sowieckiej. Oni również dotarli do Radziwiłłowa. Z resztek batalionu sformowano w Radziwiłłowie jedną kompanię, której dowództwo objął były dowódca batalionu ppor. Piotrowiak.

## Epilog
Z pozostałości III/145 pułku piechoty batalionu sformowano w Radziwiłłowie jedną kompanię, nad którą dowództwo objął były dowódca batalionu ppor. Piotrowiak. Resztki batalionu zapasowego 50 pułku piechoty, wraz z majorem Matczyńskim, odjechały 22 lipca koleją z Radziwiłłowa do Ostrowi Mazowieckiej.
W połowie czerwca 1924 w kościele farnym św. Jana Nepomucena w Dubnie odsłonięto tablicę pamiątkową poświęconą poległym żołnierzom, którzy walczyli przy obronie fortu Zahorce. Ofiarodawcą tablicy był ziemianin wołyński Jan hr. Tarnowski. Mszę świętą prowadził ks. kanonik Bronisław Galicki, a tablicę odsłonił starosta dubieński p. Płachta.
W latach 30. XX w. Jedna z ulic Dubna nazwana została nazwiskiem mjr. Wiktora Matczyńskiego.